# Biesdorf (Eifel)
Biesdorf ist eine Ortsgemeinde im Eifelkreis Bitburg-Prüm in Rheinland-Pfalz. Sie gehört der Verbandsgemeinde Südeifel an.

## Geographie
Der Ort liegt in der Südeifel an der deutsch-luxemburgischen Grenze in waldreicher Umgebung. Zu Biesdorf gehören auch die Gemeindeteile Biesdorfer Hof, Gaybach und St. Josef-Gymnasium.
Nachbargemeinden sind Kruchten, Wallendorf und Körperich.

## Geschichte
Funde aus vorgeschichtlicher Zeit weisen auf eine Besiedlungsgeschichte der Gemarkung bis in die Steinzeit zurück. Römische Siedlungsreste sind ebenfalls nachgewiesen. Im Bereich der Grabfunde entdeckte man auf Biesdorfer Gemarkung ein Feld von Grabhügeln südöstlich des Ortes. Es handelt sich um eine Gruppe von zehn Hügelgräbern, deren zeitliche Stellung allerdings noch unbekannt ist.
Die heutige Ortschaft ist vermutlich zur Zeit der fränkischen Landnahme entstanden. Die erste urkundliche Erwähnung des Ortes erfolgte im Jahre 1501 als Biedersstorff. Bis zur Inbesitznahme im Ersten Koalitionskrieg durch französische Revolutionstruppen (1794/95) gehörte das Dorf zur luxemburgischen Grafschaft Vianden. 1815 wurde der Ort auf dem Wiener Kongress dem Königreich Preußen zugeordnet. Nach dem Ersten Weltkrieg war er zeitweise französisch besetzt; seit 1946 ist der Ort Teil des damals neu gebildeten Landes Rheinland-Pfalz.
Statistik zur Einwohnerentwicklung
Die Entwicklung der Einwohnerzahl von Biesdorf, die Werte von 1871 bis 1987 beruhen auf Volkszählungen:
| Jahr | Einwohner |
| ---- | --------- |
| 1815 | 168       |
| 1835 | 232       |
| 1871 | 281       |
| 1905 | 222       |
| 1939 | 542       |
| 1950 | 208       |
| 1961 | 342       |

| Jahr | Einwohner |
| ---- | --------- |
| 1970 | 441       |
| 1987 | 306       |
| 1997 | 237       |
| 2005 | 254       |
| 2011 | 222       |
| 2017 | 240       |
| 2023 | 242       |

## Politik

### Gemeinderat
Der Gemeinderat in Biesdorf besteht aus sechs Ratsmitgliedern, die bei der Kommunalwahl am 9. Juni 2024 in einer Mehrheitswahl gewählt wurden, und dem ehrenamtlichen Ortsbürgermeister als Vorsitzendem.

### Bürgermeister
Alwin Houscht wurde 2009 Ortsbürgermeister von Biesdorf. Bei der Direktwahl am 26. Mai 2019 wurde er mit einem Stimmenanteil von 71,19 % für weitere fünf Jahre in seinem Amt bestätigt. Da für die Direktwahl am 9. Juni 2024 kein Wahlvorschlag eingereicht worden war, oblag die Neuwahl des Bürgermeisters gemäß rheinland-pfälzischer Gemeindeordnung dem Rat der Gemeinde, der auf seiner konstituierenden Sitzung Alwin Houscht für weitere fünf Jahre in seinem Amt bestätigte.
Houschts Vorgänger Josef Neises hatte das Amt von 2004 bis 2009 ausgeübt.

### Wappen
| Wappen von Biesdorf | Blasonierung: „Schild gespalten, vorne in Silber ein rotes Buch mit roter Mitra und roter Krümme, darüber rotes Kirchenmodell; hinten 9-fach von Blau und Silber geteilt, in der Mitte belegt mit rotem Schild, darin ein silberner Balken.“ |
| Wappen von Biesdorf | Wappenbegründung: Die Gemeinde Biesdorf hat als Patron den heiligen Remaclus gewählt, der auch Patron der Kirche ist. Der Heilige wird dargestellt mit einem liegenden Buch, darauf die Abtinsignien und einem Kirchenmodell. Biesdorf gehörte bis zum Ende des 18. Jahrhunderts zum Herzogtum Luxemburg (silber-blau) und innerhalb des Landes zur Grafschaft Vianden (Wappen der Grafen von Vianden). |

## Sankt-Josef-Gymnasium
Das Private Sankt-Josef-Gymnasium in Biesdorf ist ein staatlich anerkanntes katholisches Gymnasium in freier Trägerschaft (Missionare von der Heiligen Familie) mit altsprachlichem und neusprachlichem Zweig.

## Kultur und Sehenswürdigkeiten
- Die Kirche St. Remaclus geht wohl noch auf einen romanischen Ursprungsbau zurück. Die mancherorts zu lesende Behauptung, es handele sich dabei um "die älteste Kirche" im Bistum Trier[11] trifft nicht zu, dies ist bekannterweise der Trierer Dom, der mit seinem Quadratbau bis in das 1. Viertel des 4. Jahrhunderts zurückreicht.

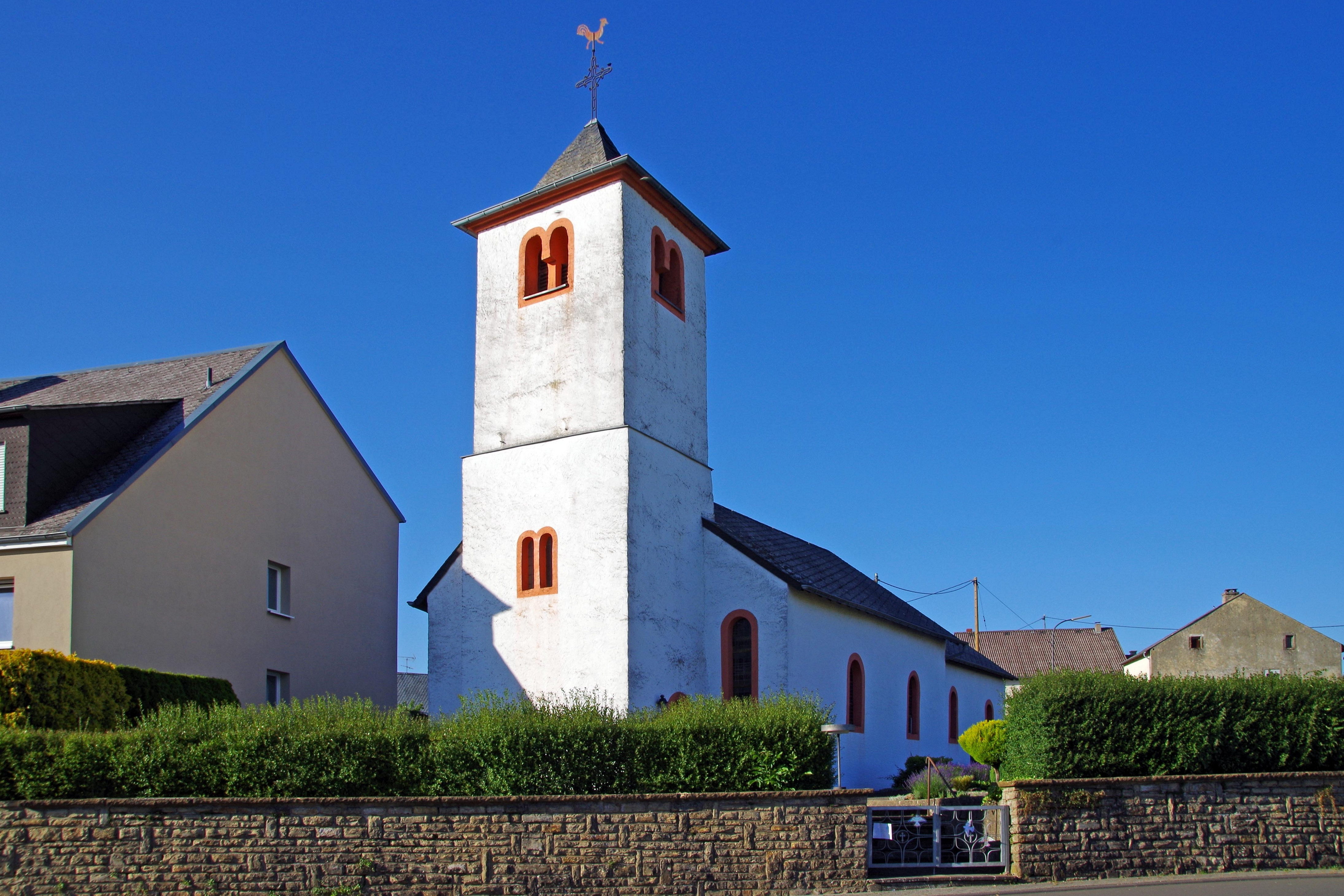
St. Remaclus
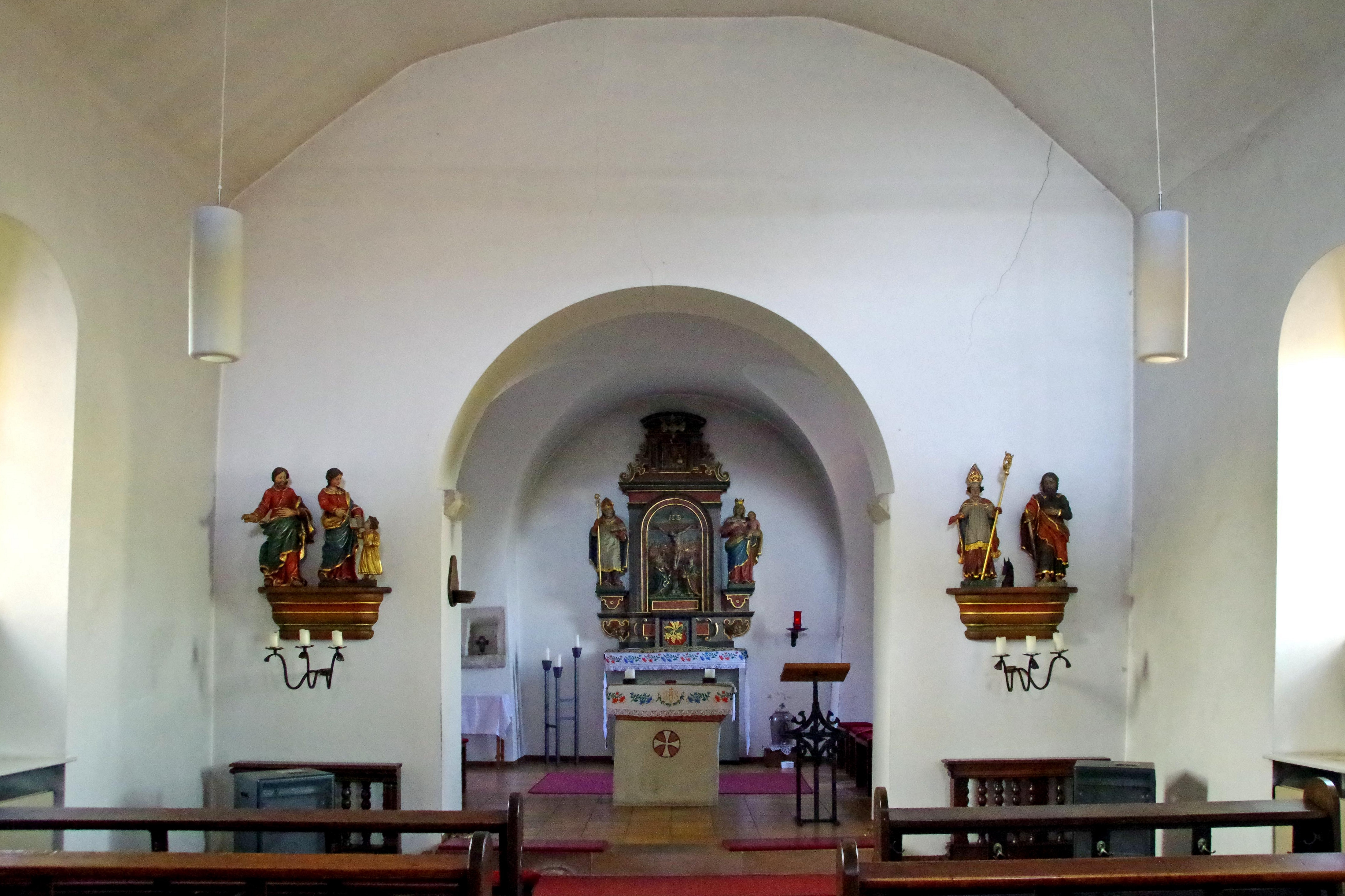
Innenraum
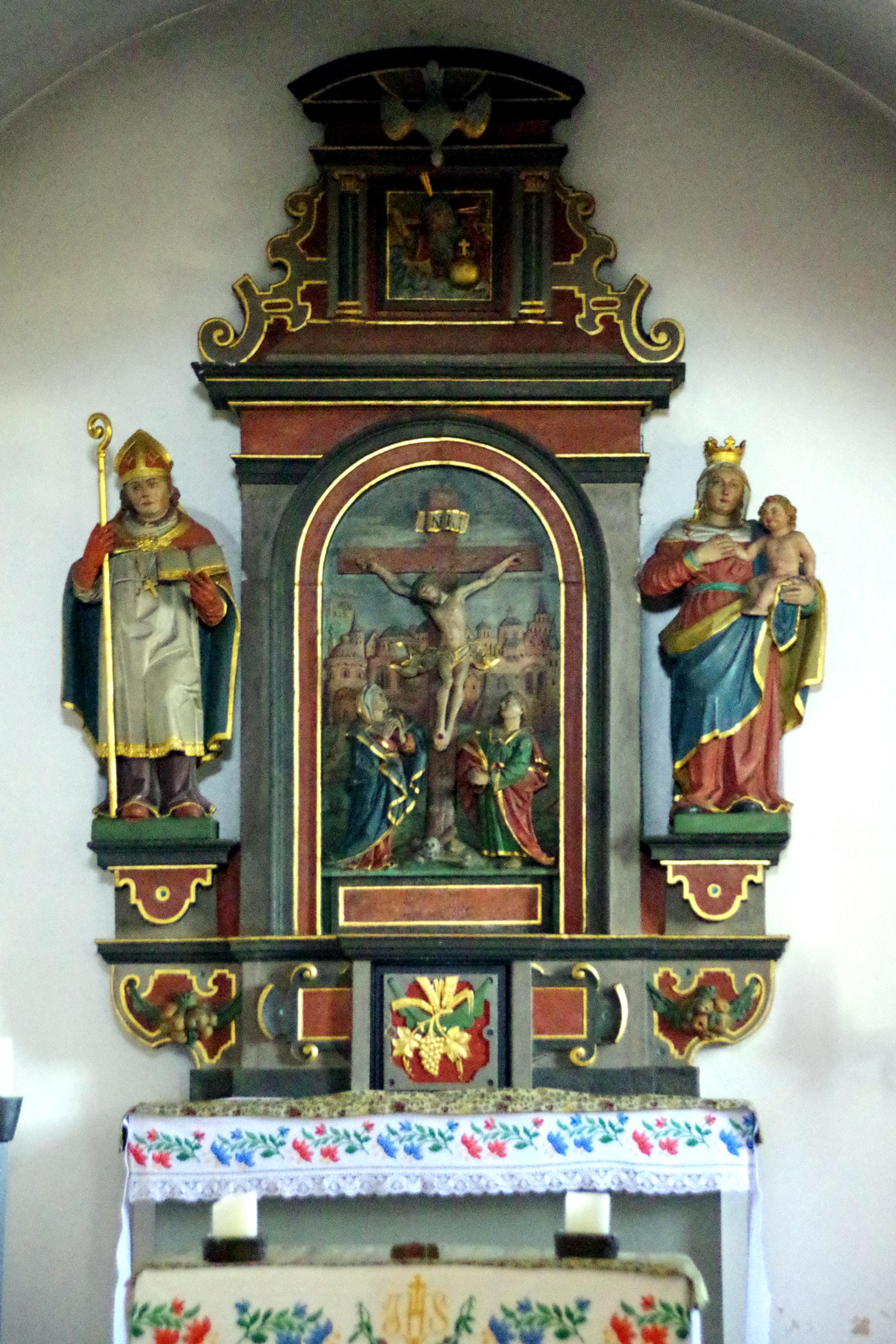
Hochaltar (um 1600)
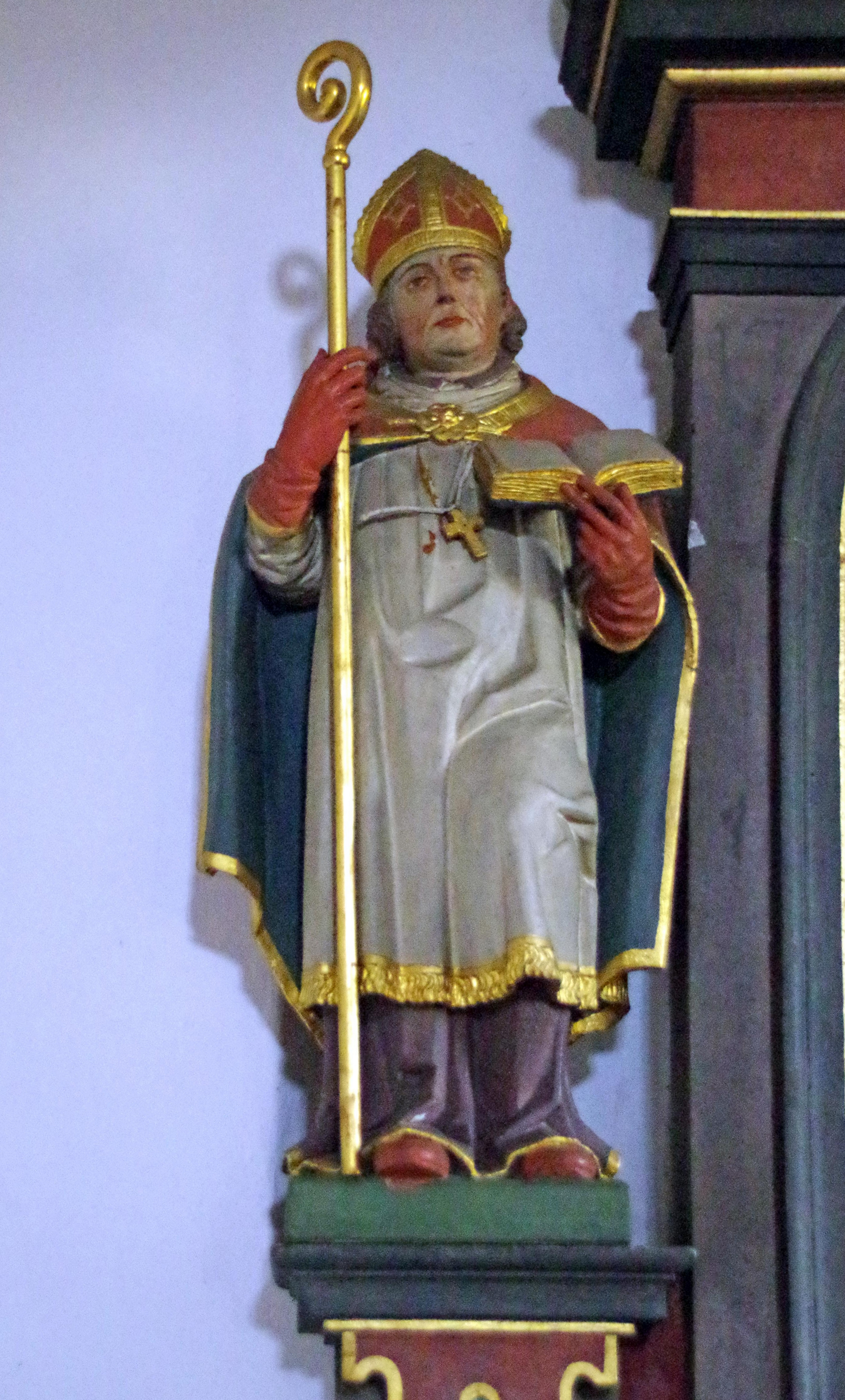
Statue St. Remaclus
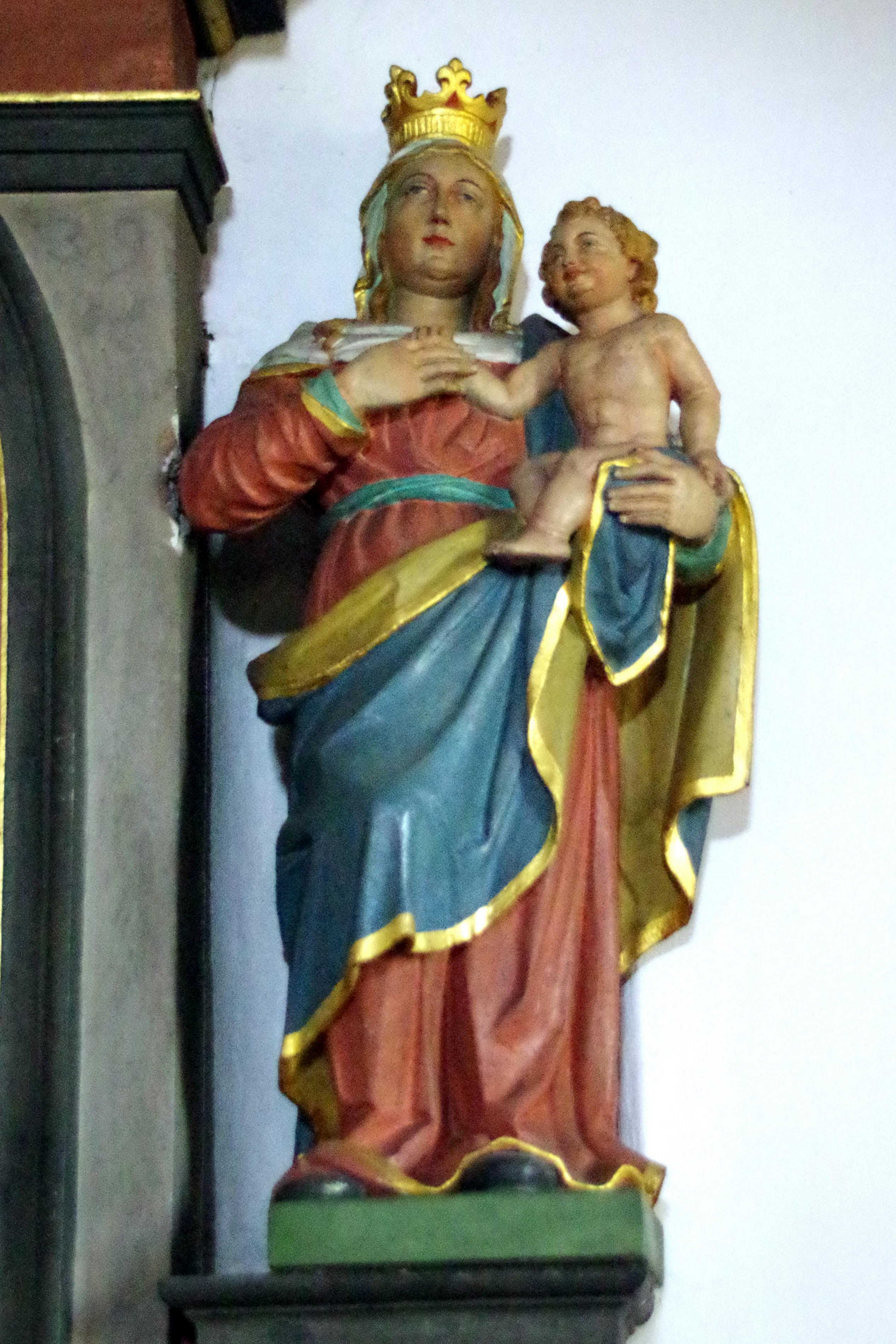
Marienstatue
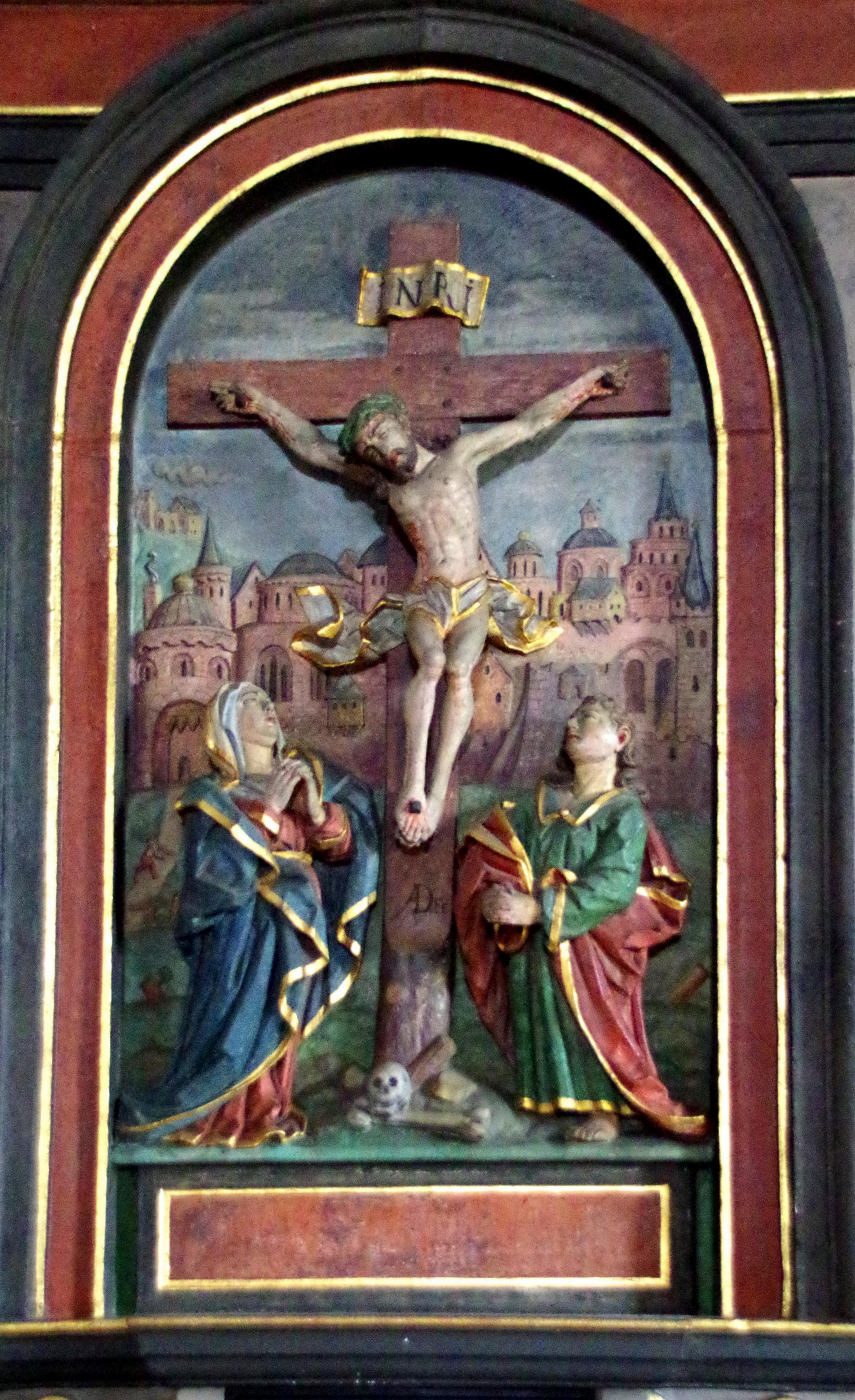
Kreuzigungsszene

Siehe auch: Liste der Kulturdenkmäler in Biesdorf (Eifel)

## Verkehr
Die Gemeinde ist durch die Landesstraße 2 erschlossen.